# Genetyllis tuberculata
Genetyllis tuberculata är en ringmaskart som först beskrevs av Bobretzky 1868.  Genetyllis tuberculata ingår i släktet Genetyllis och familjen Phyllodocidae. Inga underarter finns listade i Catalogue of Life.